# مؤيد العجان
مؤيد سليم العجان (مواليد 16 فبراير 1993 في سوريا) هو لاعب كرة قدم سوري. يلعب حالياً لصالح الرفاع الذي ينافس في الدوري البحريني الممتاز منذ 2021.

## المسيرة الرياضية
نشأ العجان في نادي الوحدة الدمشقي وتم تصعيده للفريق الأول في بداية موسم 2010-2011 حيث ساهم في قيادة فريقه لتحقيق المركز الأول في بطولة الدوري الممتاز بعد مرور 15 جولة ولكن بعدها بدأت الحرب الأهلية السورية وتوقفت البطولة وقرر بعدها الاتحاد السوري لكرة القدم إقامة بطولة رباعية بين الفرق التي احتلت المراكز الأربعة الأولى ولكن الوحدة انسحب وخسر فرصة التتويج باللقب. بينما في كأس سوريا فقد خرج الوحدة من الدور النصف النهائي بعد الخسارة الكبيرة من الاتحاد بنتيجة 1-6. في الموسم التالي 2011-2012 أقيمت بطولة الدوري بتوزيع الفرق إلى مجموعتين حيث احتل الوحدة المركز الثالث في المجموعة ليصعد إلى مرحلة البطولة حيث احتل في الختام المركز الرابع برصيد 13 نقطة من 10 مباريات. في الموسم الموالي 2012-2013 لعب النصف الأول من الموسم مع الوحدة وتكرر إقامة بطولة الدوري الممتاز بنفس طريقة الموسم السابق وساهم في احتلاله المركز الخامس وفشل في تأهيل فريقه إلى مرحلة تحديد البطل وبعدها انتقل بنظام الإعارة حتى نهاية الموسم إلى نادي نفط الجنوب الصاعد حديثا إلى الدوري العراقي الممتاز وقاده لاحتلال المركز العاشر وضمان البقاء في البطولة. في الموسم التالي 2013-2014 أعير لمدة موسم واحد إلى نادي الكرخ العراقي الصاعد حديثا. قرر الاتحاد العراقي لكرة القدم إيقاف بطولة الدوري عند المرحلة 22 بسبب الأحداث التي صادفتها العراق مع عدم هبوط أي فريق وكان وقتها الكرخ محتلا المركز 12.
في صيف 2014 انتقل إلى نادي القوة الجوية العراقي في عقد يمتد لمدة موسمين. في بطولة الدوري لموسم 2013-2014 تم توزيع الفرق على مجموعتين واحتل القوة الجوية المركز الأول في المجموعة الأولى وتأهل إلى مرحلة تحديد البطل حيث احتل ومجددا المركز الأول في المجموعة الثانية وتأهل إلى الدور النهائي ولكنه خسر من نادي نفط الوسط بركلات الترجيح. في الموسم التالي 2015-2016 ساهم في احتلال القوة الجوية المركز الأول في المجموعة الثانية وبالتالي التأهل إلى الدور الثاني الذي أقيم بطريقة الدوري من دور واحد بين ثمانية فرق حيث احتل القوة الجوية المركز الرابع. وفي بطولة كأس العراق ساهم العجان في تتويج القوة الجوية بطلا بفوزه في المباراة النهائية على الزوراء 2-0 وبالتالي يحقق أولى بطولاته على المستوى الشخصي. وفي كأس الاتحاد الآسيوي فقد ساهم في احتلال القوة الجوية المركز الأول في المجموعة الثالثة برصيد 15 نقطة من 6 مباريات متفوقا على الوحدة السوري وشباب الظاهرية الفلسطيني والعروبة العماني وبالتالي التأهل إلى الدور الثمن النهائي.
انتقل العجان إلى نادي نفط الوسط في بداية موسم 2016-2017. ساهم في احتلال فريقه المركز الخامس في بطولة الدوري بينما ساهم في تأهل فريقه إلى المباراة النهائية لبطولة كأس العراق ولكنه خسر من الزوراء بهدف نظيف. أما في البطولة العربية للأندية فقد خرج الفريق من الدور الأول بعد احتلاله المركز الرابع والأخير في المجموعة الثالثة خلف الترجي التونسي والمريخ السوداني والهلال السعودي.
انتقل العجان إلى نادي الزمالك المصري في بداية موسم 2017-2018. ساهم في احتلال الفريق المركز الرابع في بطولة الدوري وهو ما يعد تراجعا للزمالك عن الموسم السابق. أما في كأس مصر فقد ساهم في تحقيق الزمالك البطولة بعد فوزه في المباراة النهائية على نادي سموحة بركلات الترجيح ليحقق ثاني بطولاته الشخصية. أما في كأس الكونفيدرالية الأفريقية فقد خرج الزمالك مبكرا عندما خسر من نادي ولايتا ديتشا الإثيوبي في الدور ال32.
انتقل العجان إلى نادي الجزيرة الأردني في بداية موسم 2018-2019. خسر الجزيرة من الوحدات في كأس السوبر الأردني 1-2 ثم خسر من القوة الجوية العراقية في نهائي غرب آسيا 1-4 في مجموع المباراتين وعلى الرغم من مساهمته في تحقيق الجزيرة 8 انتصارات في أول 11 مباراة إلا أنه تم بيع عقده على نادي القوة الجوية ليعود للعب لصالحه بعد موسمين ونصف الموسم. فشل العجان في قيادة فريقه إلى التتويج ببطولة الدوري ليكتفي باحتلال المركز الثاني خلف الشرطة بفارق 5 نقاط. أما في بطولة كأس العراق فقد خرج القوة الجوية من الدور النصف النهائي بعد خسارته من الزوراء بنتيجة 1-4. بينما في بطولة دوري أبطال آسيا فقد خسر القوة الجوية من باختاكور طشقند الأوزبكستاني بنتيجة 1-2 ليخرج من التصفيات التأهيلية الثانية.
عاد العجان إلى ناديه الأم الوحدة الدمشقي في بداية موسم 2019-2020. ساهم العجان في احتلال الوحدة المركز الخامس في بطولة الدوري الممتاز وهو ما يعد تراجعا في المستوى بعدما كان احتل المركز الثالث في الموسم السابق. أما في بطولة كأس سوريا فقد ساهم العجان في تتويج الوحدة بالبطولة بعدما فاز في المباراة النهائية على نادي المجد بنتيجة 3-1 ليتوج العجان بثالث بطولاته الشخصية. في الموسم التالي 2020-2021 بدأها العجان بطريقة ممتازة من خلال الفوز ببطولة كأس السوبر السوري بعد فوزه على تشرين 2-1 ليتوج برابع بطولاته الشخصية. بعدها ساهم في احتلال الوحدة المركز الرابع في بطولة الدوري الممتاز. أما في بطولة كأس سوريا فقد خرج الوحدة من الدور الربع النهائي بعد الخسارة من الاتحاد بركلات الترجيح. وفي كأس الاتحاد الآسيوي فقد خرج الوحدة من الدور الأول بعد احتلاله المركز الثاني في المجموعة الأولى بعد تحقيقه لتعادلين فقط مع العهد اللبناني والحد البحريني المستضيف.
انتقل العجان إلى الرفاع البحريني في بداية موسم 2021-2022. في موسمه الأول وفي بطولة الدوري الممتاز ساهم في تتويج فريقه بالبطولة بعدما تصدر الترتيب برصيد 42 نقطة من 18 مباراة بفارق ثلاث نقاط عن الوصيف المنامة ليحقق العجان بخامس بطولاته الشخصية. وفي بطولة كأس الملك ساهم في وصول فريقه إلى الدور النصف النهائي عندما خسر من الرفاع الشرقي 0-2. وفي بطولة كأس الاتحاد البحريني خرج فريقه من دور المجموعات.

## المسيرة الدولية
شارك مع منتخب سوريا تحت 23 سنة في بطولة آسيا تحت 22 سنة التي أقيمت في سلطنة عمان. في الدور الأول تصدر سوريا المجموعة الثانية بعد الفوز على كوريا الشمالية واليمن والتعادل مع الإمارات. في الدور الربع النهائي خسر من كوريا الجنوبية 1-2 وخرج من منافسات البطولة.
شارك العجان في النسخة التالية من نفس البطولة التي أقيمت في عام 2016 والتي استضافتها قطر واحتل سوريا المركز الثالث في المجموعة الأولى بعد الفوز على الصين والخسارة من قطر المستضيف وإيران وبالتالي خرج من البطولة.
شارك مع منتخب سوريا في بطولة كأس آسيا 2019 ولعب جميع المباريات الثلاث في المجموعة ولكنه لم يساهم سوى في احتلال سوريا المركز الرابع والأخير بعد التعادل مع فلسطين والخسارة من الأردن وأستراليا.

## الأهداف الدولية
جدول النتائج والحصائل. سجل سوريا التهديفي أولاً.
| الهدف | التاريخ       | المكان                        | الخصم     | النتيجة | الحصيلة | المنافسة                          |
| ----- | ------------- | ----------------------------- | --------- | ------- | ------- | --------------------------------- |
| 1     | 11 يونيو 2015 | ملعب ثامن الأئمة، مشهد، إيران | أفغانستان | 3–0     | 6–0     | تصفيات كأس العالم لكرة القدم 2018 |

## الإنجازات
- النادي
  - القوة الجوية
    - كأس العراق (1): 2015–16

  - الزمالك
    - كأس مصر (1): 2018–19

  - الوحدة
    - كأس سوريا (1): 2019-20
    - كأس السوبر السوري (1): 2020

  - الرفاع
    - الدوري البحريني الممتاز (1): 2021-22
- المنتخب

سوريا
- - بطولة اتحاد غرب آسيا لكرة القدم 2012

## روابط خارجية
- مؤيد العجان على موقع ناشيونال فوتبول تيمز (الإنجليزية)
- مؤيد العجان على موقع Soccerway.com (الإنجليزية)